# أبطال كرة السلة
أبطال كرة السلة مسلسل رسوم متحركة فرنسي. عرض لأول مرة بين عامي 1996 - 1999. تمت دبلجة المسلسل للعربية.

## وصلات خارجية
- أبطال كرة السلة على موقع IMDb (الإنجليزية)
- أبطال كرة السلة على موقع كينوبويسك (الروسية)
- أبطال كرة السلة على موقع ألو سيني (الفرنسية)
- أبطال كرة السلة على موقع قاعدة بيانات الفيلم (الإنجليزية)
- Kangoo على ألو سيني
- Fiche de la série sur Planète Jeunesse